# Notte folle a Manhattan
Notte folle a Manhattan (Date Night) è un film del 2010 diretto da Shawn Levy ed interpretato da Steve Carell e Tina Fey.
Il film è uscito negli Stati Uniti il 9 aprile 2010, mentre in Italia è stato distribuito il 7 maggio dello stesso anno.

## Trama
I coniugi Phil e Claire Foster vivono una vita ordinaria nella casa di periferia, pressati dagli impegni quotidiani e dalla routine familiare. Per cercare di dare una scossa al loro matrimonio si recano in un locale alla moda di Manhattan, ma quando vengono "rimbalzati" decidono di appropriarsi di una prenotazione non loro. Questo cambio d'identità movimenterà la notte di Phil e Claire, che vivranno una movimentata avventura proprio per questo cambio di identità. Tra poliziotti corrotti, mafiosi e killer, vivranno un'avventura unica, che cambierà totalmente la loro routine settimanale.

## Cameo
È presente anche will.i.am, un membro dei The Black Eyed Peas, in un cameo del film.

## Riconoscimenti
- 2010 - Teen Choice Awards
  - Miglior film commedia